# Dietram A. Scheufele

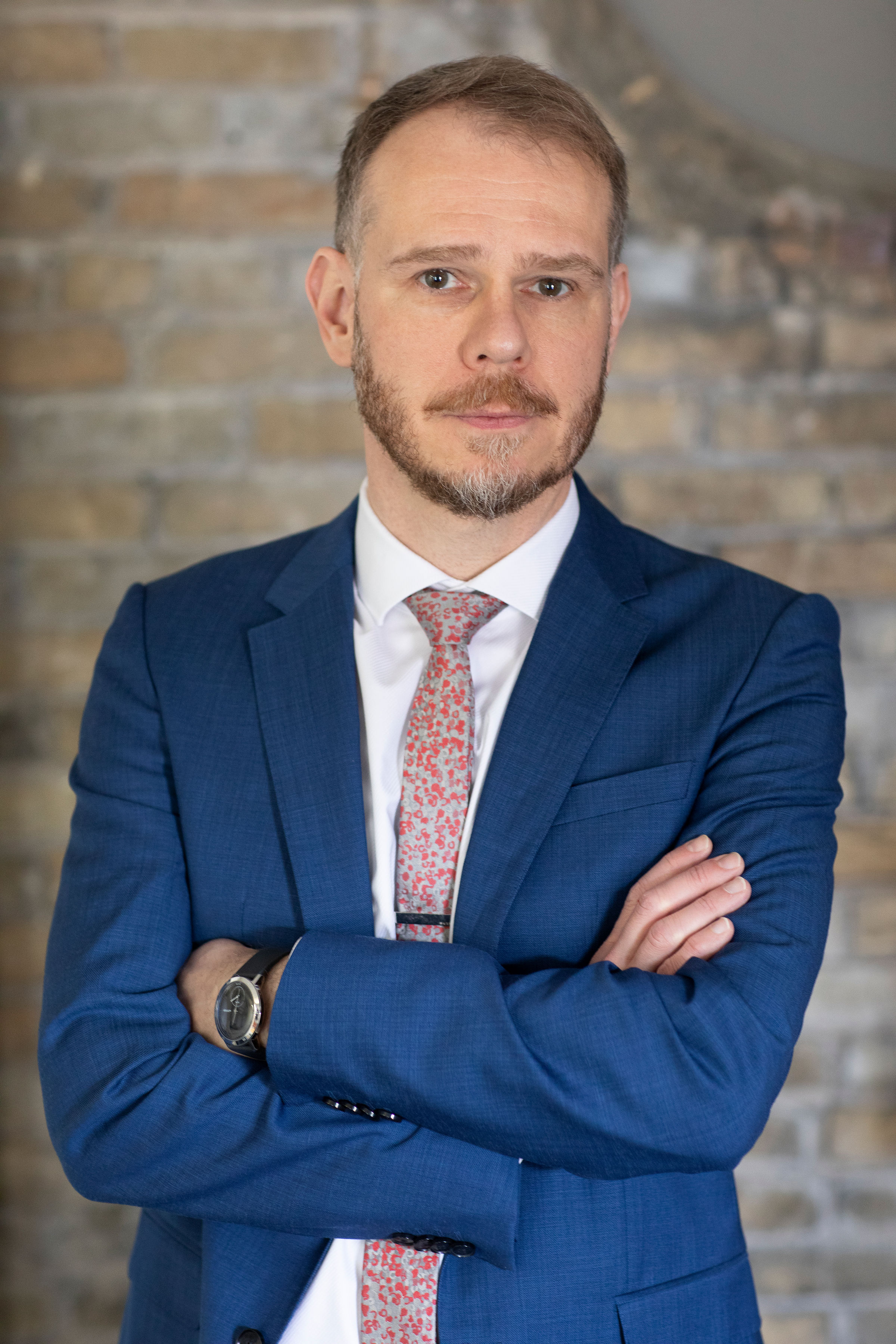
Dietram A. Scheufele (2020)

Dietram Arend Scheufele (* Juli 1971) ist ein deutsch-amerikanischer Kommunikationswissenschaftler und Professor für Wissenschaftskommunikation an der University of Wisconsin–Madison. Er gilt als Experte auf den Gebieten der politischen Kommunikation, Wissenschaftskommunikation sowie Wissenschafts- und Technologiepolitik.

## Studium
Scheufele absolvierte ein Bachelorstudium an der Johannes Gutenberg-Universität Mainz. Dort studierte er Publizistik als Hauptfach sowie Politikwissenschaft und Betriebswirtschaftslehre als Nebenfächer.
Nach seinem Abschluss in Mainz setzte Scheufele seine akademische Ausbildung in den Vereinigten Staaten fort. An der University of Wisconsin absolvierte er zunächst ein Masterstudium im Bereich journalism & mass communication. Im Anschluss daran promovierte Scheufele ebenfalls an der University of Wisconsin zum Thema mass communications.

## Akademische Laufbahn
Nach seinem Studium begann Scheufele seine Karriere als Hochschullehrer. Er hatte Professuren an verschiedenen renommierten Institutionen inne, darunter die Cornell University und die University of Wisconsin–Madison. An letzterer bekleidet er aktuell die Position des Taylor-Bascom Chair und ist als Vilas Distinguished Achievement Professor tätig. Zusätzlich zu seiner Hauptanstellung an der University of Wisconsin–Madison ist Scheufele auch als Forscher am Morgridge Institute for Research sowie als Distinguished Research Fellow am Annenberg Public Policy Center der University of Pennsylvania aktiv.
Im Laufe seiner Karriere hatte Scheufele zudem Gastprofessuren und Forschungsaufenthalte an verschiedenen internationalen Universitäten, darunter die Harvard University, die Technische Universität Dresden, die Ludwig-Maximilians-Universität München, die Westfälische Wilhelms-Universität Münster und die Universität Wien.

## Forschung und Publikationen
Scheufele hat über 300 wissenschaftliche Artikel und Monografien veröffentlicht und gilt als einer der meistzitierten Experten in den Bereichen Fehlinformation, Wissenschaftskommunikation, Gesundheitskommunikation sowie Wissenschafts- und Technologiepolitik. Seine aktuelle Forschung untersucht den Einfluss algorithmisch kuratierter Informationsumgebungen auf das menschliche Weltverständnis. Er analysiert, wie diese technologisch gesteuerten Informationslandschaften die Art und Weise verändern, in der Menschen ihre Umwelt wahrnehmen und deuten.
Zu den wichtigsten Forschungsbeiträgen Scheufeles gehören Arbeiten über Framing-Effekte in der Medienkommunikation. Sein 1999 in der Fachzeitschrift Journal of Communication veröffentlichter Artikel Framing as a theory of media effects wurde über 7.400 Mal zitiert und gilt als wegweisend für die Entwicklung der Framing-Theorie in der Kommunikationswissenschaft. Weitere einflussreiche Publikationen befassen sich mit den Zusammenhängen zwischen Agenda Setting, Priming und Framing in der politischen Kommunikation.
In jüngerer Zeit hat sich Scheufele verstärkt mit den gesellschaftlichen Auswirkungen neuer Technologien wie künstlicher Intelligenz und CRISPR (Clustered Regularly Interspaced Short Palindromic Repeats) auseinandergesetzt. Ein Schwerpunkt liegt dabei auf der Frage, wie die Öffentlichkeit aufkommende Technologien wahrnimmt und bewertet. In einer 2005 veröffentlichten Studie untersuchte er beispielsweise, wie Entwicklungen um Nanotechnologien bei den Bürgern ankommen und welche Rolle dabei kognitive Abkürzungen und Heuristiken spielen, die oft durch Massenmedien vermittelt werden.

## Auszeichnungen und Mitgliedschaften
Scheufele ist gewähltes Mitglied der American Academy of Arts and Sciences (2022), der Deutschen Akademie der Technikwissenschaften (acatech) und der Wisconsin Academy of Sciences, Arts & Letters. Darüber hinaus wurde er zum Fellow der American Association for the Advancement of Science, der International Communication Association und zum lebenslangen Mitglied des National Research Council der Vereinigten Staaten ernannt. Im Jahr 2024 wurde Scheufele zum Harold Lasswell Fellow der American Academy of Political and Social Science berufen.
Seine Forschung wurde mit Auszeichnungen von verschiedenen Fachorganisationen gewürdigt, darunter die American Association for the Advancement of Science, die Association for Education in Journalism and Mass Communication, die International Communication Association, die National Academies of Sciences, Engineering, and Medicine sowie die World Association for Public Opinion Research.
Für seine Lehrtätigkeit erhielt Scheufele mehrere Preise. An der Cornell University wurde ihm der „Young Faculty Teaching Award“ des College of Agriculture and Life Sciences verliehen. An der University of Wisconsin–Madison wurde er mit dem „Chancellor’s Distinguished Teaching Award“ sowie dem „Spitzer Excellence in Teaching Award“ des College of Agricultural and Life Sciences ausgezeichnet. Zudem erhielt er von der Association for Education in Journalism and Mass Communication den „Krieghbaum Under-40 Award“ und den „MC&S Promising Professor Award“.
Scheufele hat verschiedene Positionen in wissenschaftlichen Gremien inne. Er ist Co-Vorsitzender des Standing Committee on Advancing Science Communication Research and Practice der National Academies of Sciences, Engineering, and Medicine. Darüber hinaus ist er Mitglied des Division of Behavioral and Social Sciences and Education Advisory Committee, des LabX Advisory Board und des Board on Health Sciences Policy der National Academies.
An der University of Wisconsin–Madison war Scheufele in zahlreichen universitären Gremien tätig, darunter das University Committee (Executive Committee des Faculty Senate), das Social Sciences Divisional Committee, das University Committee for Honorary Degrees (dessen Vorsitz er aktuell innehat), das Provost Search & Screen Committee, das Campus Diversity and Climate Committee sowie das UW–Madison Athletic Board.

## Beratungstätigkeit
Zu den bekanntesten Auftraggebern von Scheufeles Beratungsdienstleistungen zählen mehrere weltweit agierende Organisationen. So war er beispielsweise für die Weltgesundheitsorganisation (WHO) beratend tätig. Auch die Weltbank hat seine Dienste in Anspruch genommen, was die Relevanz seiner Arbeit im Bereich der globalen Entwicklung und Gesundheitspolitik unterstreicht.
Im Medienbereich hat Scheufele für den Public Broadcasting Service (PBS), ein großes öffentlich-rechtliches Fernsehnetzwerk in den Vereinigten Staaten, Beratungsleistungen erbracht. Darüber hinaus hat Scheufele für Porter Novelli, eine global agierende Public-Relations-Agentur, beratend gearbeitet. Diese Zusammenarbeit stellt seine Expertise im Bereich der strategischen Kommunikation und des Reputationsmanagements dar.
In jüngerer Zeit hat sich Scheufeles Beratungstätigkeit auch auf den Bereich der künstlichen Intelligenz (KI) ausgeweitet. So wird in seinen aktuellen Profilen erwähnt, dass er für DeepMind, ein führendes Unternehmen im Bereich der KI-Forschung und -Entwicklung, beratend tätig war. Diese Erweiterung seines Beratungsportfolios spiegelt die zunehmende Bedeutung von KI in der Wissenschaftskommunikation und Technologiepolitik wider.

## Werke (Auswahl)
Diese Auswahl an Scheufeles Publikationen zeigt die am meisten zitierten in absteigender Reihenfolge:
- Framing as a theory of media effects. In: Journal of Communication. Jg. 49, Nr. 1, 1999, S. 103–122.
- mit D. Tewksbury: Framing, agenda setting, and priming: The evolution of three media effects models. In: Journal of Communication. Jg. 57, Nr. 1, 2007, S. 9–20.
- Agenda-setting, priming, and framing revisited: Another look at cognitive effects of political communication. In: Mass communication and society. Jg. 3, Nr. 2–3, 2000, S. 297–316.
- mit J. M. McLeod, P. Moy: Community, communication, and participation: The role of mass media and interpersonal discussion in local political participation. In: Political communication. Band 16, Nr. 3, 1999, S. 315–336.
- mit M. C. Nisbet: What's next for science communication? Promising directions and lingering distractions. In: American journal of botany. Jg. 96, Nr. 10, 2009, S. 1767–1778.
- mit A. A. Anderson, D. Brossard, M. A. Xenos, P. Ladwig: The “nasty effect:” Online incivility and risk perceptions of emerging technologies. In: Journal of computer-mediated communication. Jg. 19, Nr. 3, 2014, S. 373–387.
- mit M. A. Cacciatore, S. Iyengar: The end of framing as we know it... and the future of media effects. In: Mass communication and society. Jg. 19, Nr. 1, 2016, S. 7–23.